# Камера размышлений

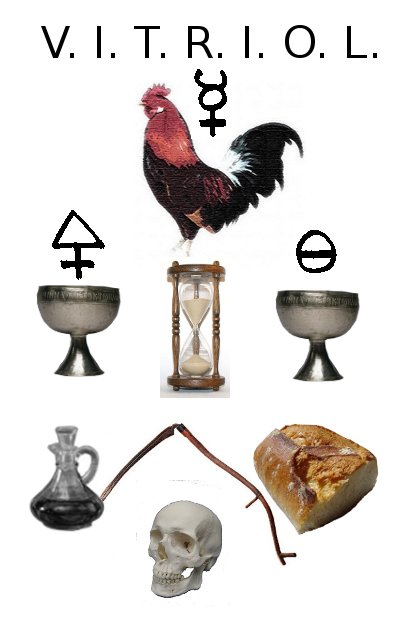
Символы, украшающие Камеру размышлений

Камера размышлений — тёмное помещение, где находится кандидат перед посвящением в степень ученика вольного каменщика. Камера заполнена символами смерти и тления, которые являются прообразом смертной природы человека, безысходности его бытия, выход из которого предлагает масонство путём дарования великого света знания. Во время нахождения в камере размышлений кандидат должен написать философское завещание.

## Описание

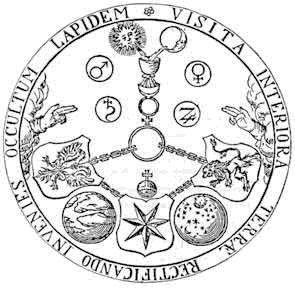
Эмблема V.I.T.R.I.O.L.

Камера размышлений — это отдельное маленькое помещение (1 м х 2 м), находящееся внутри масонского храма. Стены камеры окрашены в чёрный цвет, что символизирует утробу матери, тьму, в которой пребывает профан. На стене камеры можно найти аббревиатуру масонской и алхимической формулы — V.I.T.R.I.O.L. Значение формулы расшифровывается так: 
Visita Interiora Terraе Rectificando Invenies Occultum Lapidem.
 и переводится как:
 Посети недра земли и очищением обретёшь сокрытый камень.
 Эта надпись наносится на стену в камере для кандидата, чтобы он мог, прочитав её, попытаться осмыслить себя как будущего вольного каменщика.
Этот акроним является эквивалентом «Познай самого себя и ты познаешь Вселенную и богов», который появился на фронтоне храма Аполлона в Дельфах и был принят к рассмотрению Сократом. Кандидат в камере находится в окружении эмблем и символов человеческого существования, таких как череп или заплесневелый хлеб; другие символы относятся к элементам морального учения алхимии — соль, сера, петух и ртуть — и представляют настойчивость. Нахождение в камере предназначено для того, чтобы кандидат мог медитировать всё время пребывания в ней и писать своё философское завещание, в котором заявляет о своей готовности изменить себя в мире, наполненном предрассудками и дурными страстями. Тогда же кандидат оставляет свои металлы у дверей храма, показывая этим готовность пренебречь имеющимися деньгами и другими ценностями ради получения Света масонского знания.
В масонской трактовке нахождение в камере размышлений (или, как её ещё называют — Камера потерянных шагов) начинается символическая работа по совлечению с себя ветхого человека, отделение себя от профанской массы, символическое умирание профана и очищение стихией земли — первое очищение и испытание в рамках ритуала посвящения.

## В литературе
В романе Льва Толстого «Война и мир» описан обряд посвящения Пьера Безухова и его нахождение в камере размышлений.